# C-terminus

Takto vypadá schematicky C-terminální část proteinu

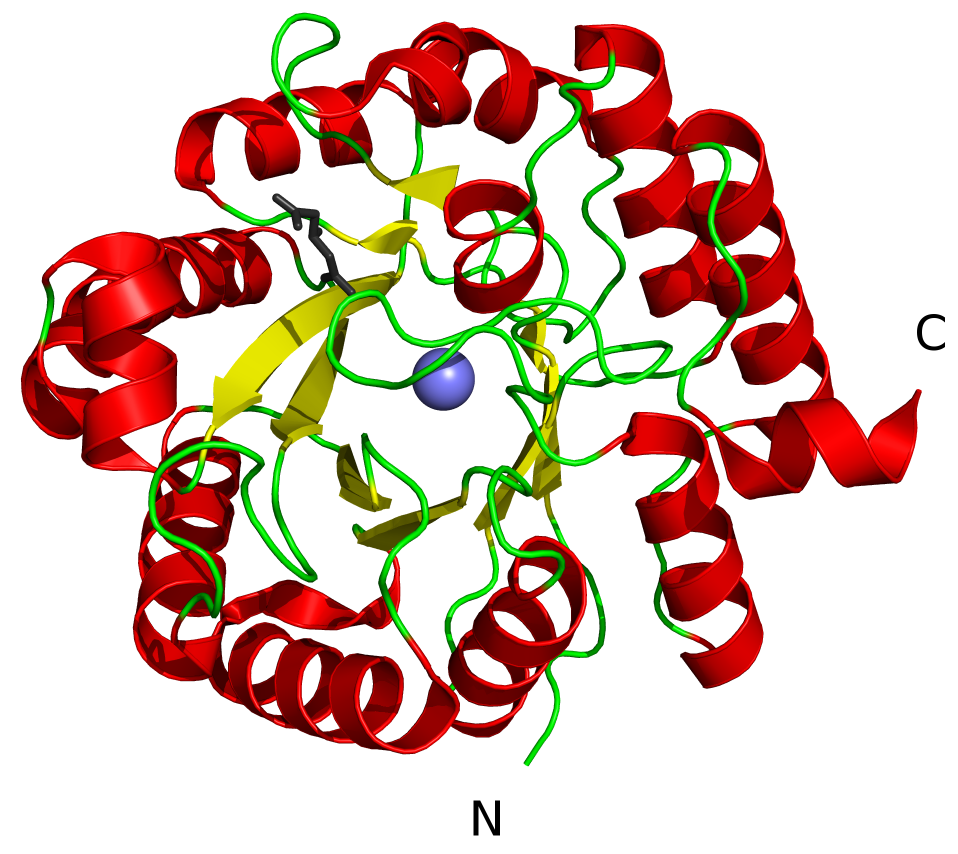
Jeden příklad za všechny: HMG-CoA lyáza s vyznačeným C-terminem a N-terminem; C-terminus začíná kratším alfa helixem

C-terminus (někdy též C-konec) je označení pro ten konec peptidu (případně polypeptidu, resp. proteinu), který končí –COOH (karboxylovou) skupinou, tzn. karboxylová skupina navázaná na alfa uhlíku už není peptidovou vazbou připojena na další aminokyselinu. Opačný konec proteinu se označuje jako N-terminus a je ukončen –NH2 skupinou – díky tomu je polypeptid strukturně polarizovaný. COOH skupina je obvykle deprotonována na COO−, vzácněji je nekovalentně substituována nebo dochází ke vzniku amidu (účinkem speciálních enzymů v Golgiho aparátu).

## Translace
Translace (syntéza proteinů) postupuje od N-terminu k C-terminu. Na C-terminální konec prodlužujícího se polypeptidu se přidávají aminokyseliny tím, že se oddělí stará tRNA a naváže se nová tRNA „nabitá“ další aminokyselinou v řadě.

## Membránové proteiny
Membránové proteiny mohou mít C-terminus jak na cytosolickou (vnitřní), tak na extracelulární (vnější) stranu cytoplazmatické membrány. Na C-terminálních koncích (nejen) membránových proteinů může docházet k řadě posttranslačních úprav. Z hlediska membránových bílkovin je významná zejména tzv. GPI kotva, jež umožňuje kovalentní připojení proteinu k membráně přes jeho C-terminální konec.

## Detekce
V určitých případech je žádoucí určit počet C-konců nebo typ aminokyseliny nacházející se na C-konci. Typicky se k tomu používají karboxypeptidázy, enzymy, které odbourávají protein od C-konce.